# Šattiwazza
Šattiwazza (Schattiwazza) war ein König von Mittani (auch Ḫanigalbat) (ca. 1350–1320 v. Chr.). Die Lesung seines Namens ist umstritten, auch Mat(t)iwaza und Kurtiwaza wurden vorgeschlagen. Sein Geburtsname ist Kili-Teššub. Er war der Sohn von Tušratta.
Šattiwazza hatte einen Vasallenvertrag mit Šuppiluliuma I. abgeschlossen und war mit einer hethitischen Prinzessin verheiratet. Šuppiluliuma hatte versprochen, ihn auf den Thron zu bringen, "Der Großkönig hielt mich an seiner Hand und hatte seine Freude an mir ... Die Sonne, Šuppiluliuma, der Großkönig, König des Landes Ḫatti, Geliebter des Teššub, der, den die Götter kennen, das Wort, das aus seinem Munde kommt, wird sich nicht umkehren."
Er regierte ein deutlich verkleinertes Mittani, das sich an der Ostgrenze zunehmend der assyrischen Expansion zu erwehren hatte.